# راینکه دایک‌اشترا
راینکه دایک‌اشترا (انگلیسی: Rineke Dijkstra؛ زادهٔ ۲ ژوئن ۱۹۵۹) عکاس اهل هلند است.
وی همچنین برندهٔ جوایزی همچون جایزه هاسلبلاد شده‌است.
رینکه دیکستر به تأمل بر روی پرتره‌های تکی مشهور است. او در آثار مجموعه‌ای خود با موضوع گروه‌ها و تجمع‌ها مانند نوجوانان و سربازان و کلاب افراد را به تصویر می‌کشد و در سال 1992 با آثار خود به نام «پرتره‌های ساحلی» و پس از آن در سال‌های 1998 تا 2000 با «تیرگارتن» و «سربازان اسرائیلی» و همچنین با پرتره‌های تک‌موضوعی مانند: آلمریسا (1994–2005)، شانی (2001–2003) و الیور (2000–2003) مشهور شده است.
شیوه ترکیبی او در آثارس معمولاً در تصاویر ساحلی‌اش مورد توجه بوده است که به طور کلی یک یا چند نوجوان را در برابر یک منظر حاشیه‌ای نشان می‌دهد. این شیوه ترکیبی بار دیگر در آثار او از زنانی که به تازگی زایمان کرده‌اند نیز دیده می‌شود.
رینکه دیکستر در سال ۱۹۹۱ با یک خودپرتره نیز شناخته می‌شود. این خودپرتره توسط دوربین ۴×۵ اینچی گرفته شده و او را پس از خروج از استخر نشان می‌دهد. 
مجموعه آثار او با عنوان «تیرگارتن» (1998–2000) تصاویری از دختران و پسران نوجوان را نشان می‌دهد که در پارک تیرگارتن و همچنین در یک پارک دیگر در لیتوانی عکاسی شده است، مجوعه دیگری از کارهای او به سفارش بنیاد آنه‌فرانک در آمستردام برای ساختمان جدید این بنیاد تهیه شدهاست: پرتره‌های دختران نوجوان با بهترین دوستانشان، یک یادآوری مؤثر از این است که هر دختری ممکن است در شرایط ناگوار «آنه‌فرانک» باشد. این پرتره‌ها در اصل در برلین گرفته شده‌اند، اگرچه دیکستر بعدها آن را به میلان، بارسلونا و پاریس نیز گسترش داد.
مجموعه دیگر او نشان‌دهنده یک زن جوان اسرائیلی به نام شانی در مجموعه اثری با نام «سربازان اسرائیلی» (1999–2003) است که در طول یک سال و نیم، در مراحل مختلف از ورود به سربازی، در لباس سربازی و در خانه پس از ترک ارتش گرفته شده است.